# حبيل القمل (السياني)

تعديل مصدري - تعديل

حبيل القمل محلة تابعة لقرية ذي شراق، التابعة لعزلة ذي شراق بمديرية السياني إحدى مديريات محافظة إب في الجمهورية اليمنية.، بلغ تعداد سكانها 86 حسب تعداد اليمن لعام 2004.